# The Automobile Thieves
Hoții de mașini (titlu original: The Automobile Thieves) este un film american alb-negru mut dramatic polițist din 1906 regizat de J. Stuart Blackton.  Rolurile principale au fost interpretate de Blackton și Florence Lawrence. 

## Prezentare
Doi hoți (un bărbat și o femeie) fug după un jaf. La sediul poliției, detectivii urmăresc indicii pentru a afla cine sunt făptașii și le întind o capcană. Începe o urmărire disperată cu mașini. Automobilul hoților explodează, izbucnește în flăcări și este distrus în întregime.  După o luptă furioasă cu poliția, banda este prinsă.
 

## Distribuție
- J. Stuart Blackton - jefuitor
- Florence Lawrence - complicea jefuitorului

## Fundal
Într-o reclamă din New York Clipper, din 1906, Vitagraph a declarat că a existat o "distrugere prin foc a unui automobil în valoare de 2.000 de dolari", și că filmul s-a "bazat pe fapte - surprinzătoare în concepție și execuție - cu un scenariu îndrăzneț de realist, nu o melodrama ieftină, ieftină, dar o producție inteligentă, superbă, capabilă să țină atenția publicului inteligent".
Acesta a fost primul film al actriței Florence Lawrence; ea a continuat să joace în mai multe filme produse de studioul Vitagraph, dar numele ei real nu a apărut niciodată pe generic. Mai târziu, a lucrat la studiourile Biograph și, după ce s-a căsătorit cu Harry Solter, s-a mutat la Independent Moving Pictures Company of America (IMP) La studiourile Independent, Lawrence a avut primul său succes adevărat cu The Broken Bath. Ca urmare a noii sale popularității, a fost supranumită - "The First Movie Star" (Prima vedetă cinematografică). Ea a fost numită și "Fata de la Vitagraph", "Fata de la Biograph" și după mutarea sa la Independent, "Fata de la Imp". Lawrence a continuat să realizeze peste 300 de filme în cariera ei.

## Producție
Filmul a fost produs și distribuit de The Vitagraph Company of America.

## Lansare și primire
A fost lansat la 10 noiembrie 1906. O copie a filmului este păstrată de UCLA Film and Television Archive.